# Формикарий

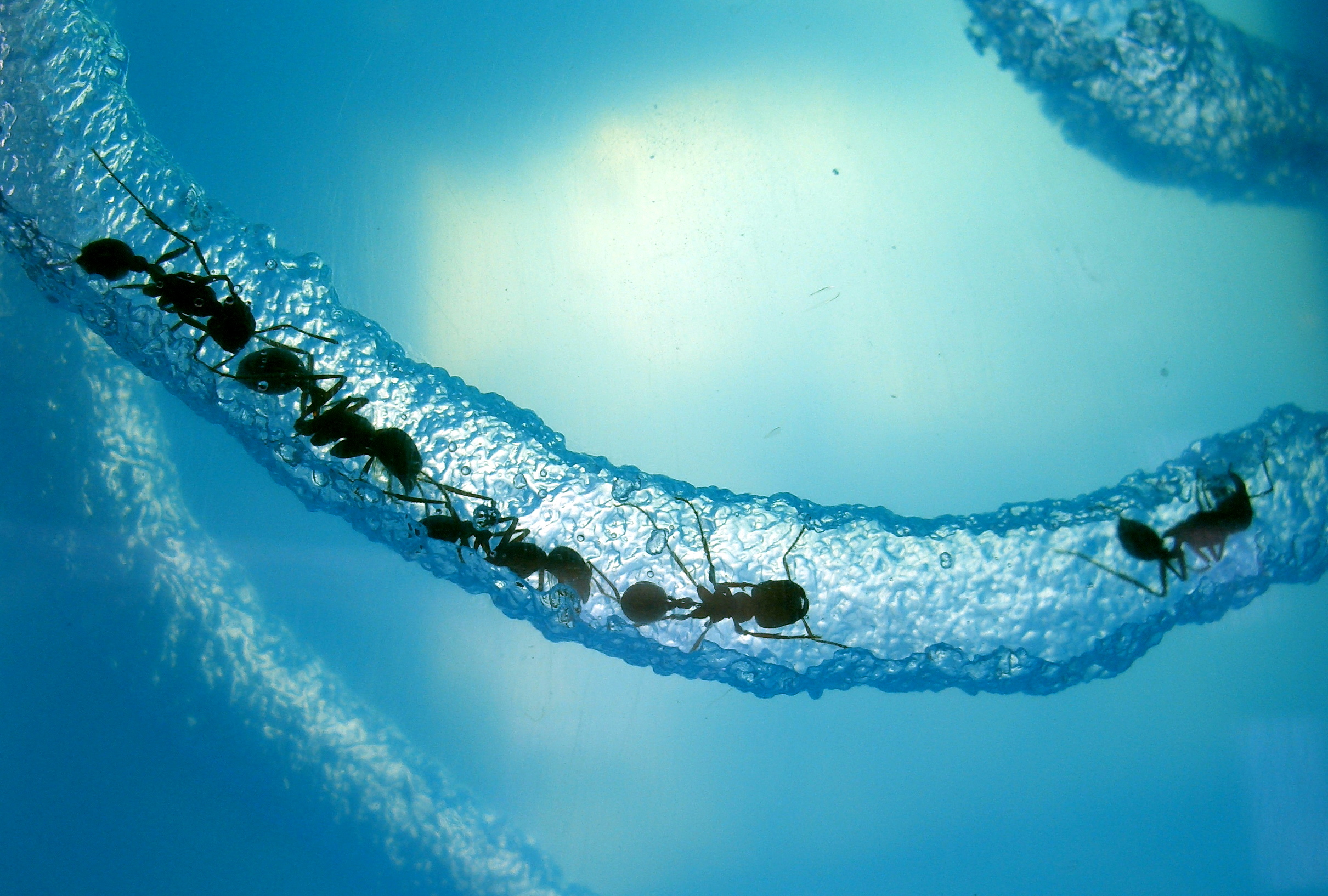
Муравьи и туннели в гелевом формикарии

Формикарий (лат. Formicarium) — террариум, воссоздающий среду обитания муравьёв. Предназначен в первую очередь для изучения муравьиных колоний и поведения муравьёв.

## История
Формикарий был изобретён французским энтомологом и эрудитом Шарлем Жане и представлен на Всемирной выставке 1900 года в Париже. Первый коммерческий формикарий был создан примерно в 1929 году и запатентован в 1931 году изобретателем Фрэнком Остином, профессором из Инженерной школы Тайера при Дартмутском колледже. Остин получил патент на свой формикарий 16 июня 1931 года. Повышенный интерес натуралистов и любителей к общественной жизни муравьёв привёл к массовому распространению простейших конструкций формикариев.
В 1956 году Милтон Левин, основатель компании «Uncle Milton Industries», создал свою собственную версию формикария. Левин зарегистрировал термин «муравьиная ферма» для своего изобретения и зарегистрировал его как товарный знак. Формикарии «Муравьиные Фермы дяди Милтона» (англ. Uncle Milton’s Ant Farm) посылают покупателю через почту после получения квитанции об оплате. По сути своей образовательная игрушка производится американской фирмой «Uncle Milton Industries» из Калифорнии. Начиная с 1956 года она продала более 20 миллионов формикариев под брендом «Ant Farm».

## Виды формикариев
Формикарии представлены различными конструкциями, начиная от простейших банок, заполненных наполнителем, заканчивая сложными замкнутыми системами с автоматической поддержкой уровня освещённости, влажности, температуры.

## Конструкции формикариев

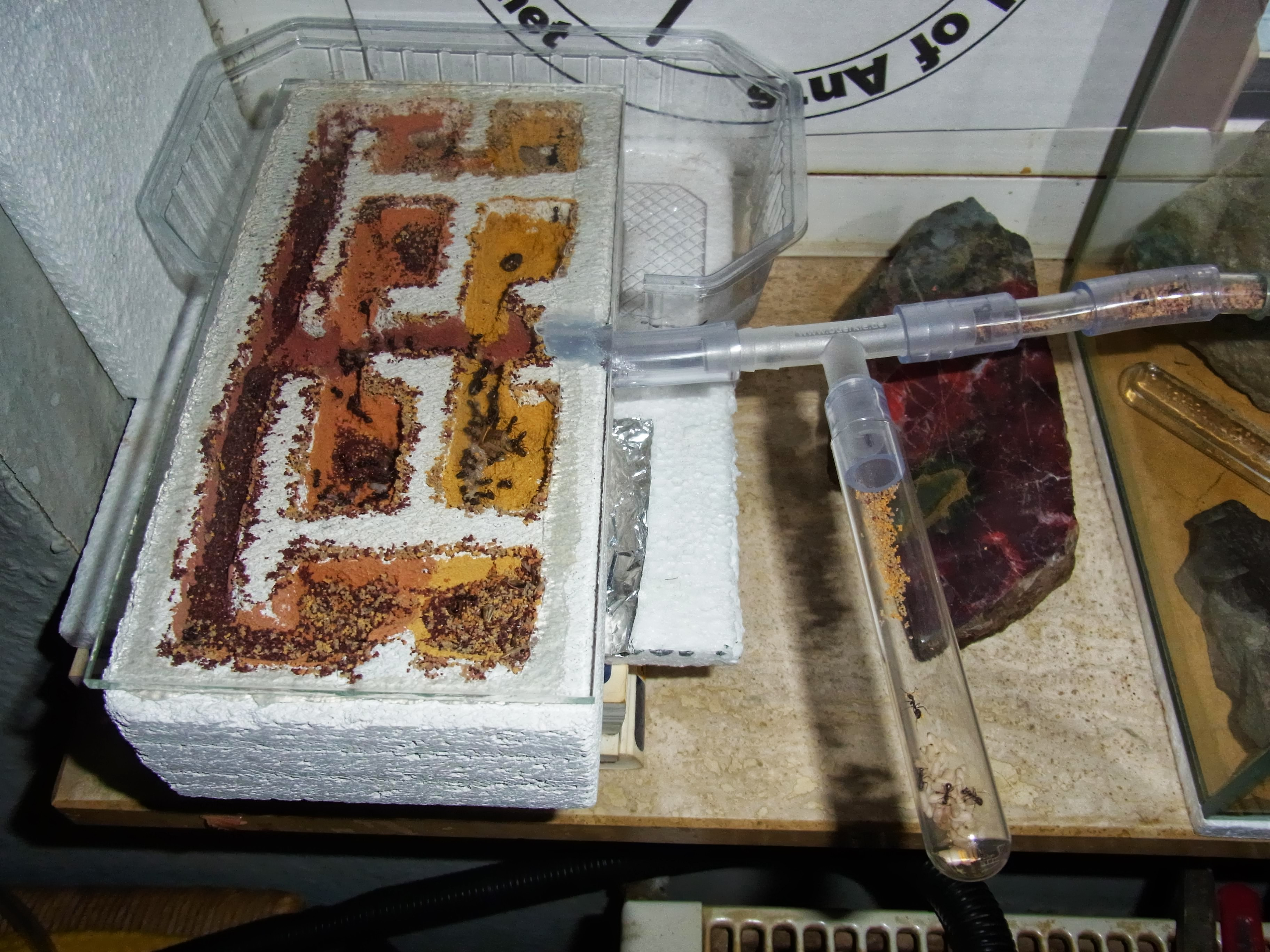
Формикарий с несколькими соединенными секциями

Простейший формикарий состоит из аквариума с прозрачными стенками, наполнителя, в котором заранее сформированы ходы, арены — свободной части пространства, как правило хорошо освещаемой.
Среди формикариев можно выделить следующие основные типы:
- Гипсовые, алебастровые, цементные и бетонные формикарии. Такие формикарии представляют собой ёмкость, в которую заливается наполнитель, достаточно быстро затвердевающий и сохраняющий форму. В этом наполнителе (гипсе и т. д.) имеются ходы и камеры, имитирующие внутреннюю структуру муравейника. Ходы могут быть сделаны путём заливки наполнителя в форму, с выпуклостями на месте будущих ходов, или же быть вырезаны после заливки. Количество модификаций подобной конструкции огромно, но можно выделить основные:

1. Горизонтальный формикарий — формикарий представляет собой ящик с одной или несколькими стеклянными стенками. Камеры в наполнители примыкают к верхнему стеклу, через которое осуществляется наблюдение за муравьями[10].
2. Вертикальный формикарий — отличается от горизонтального тем, что камеры прилегают к боковому стеклу, а «ящик» расположен в вертикальной плоскости[11].
3. «Башня» — наполнитель с ходами помещён в высокую пластиковую или стеклянную банку. Иногда такой формикарий совмещается с ареной[12].

- Деревянные формикарии, в которых в качестве наполнителя служит дерево. Существует множество влагоустойчивых пород дерева, которые хорошо держат влагу, не нуждаются в частом увлажнении и создают микроклимат, близкий к природным условиям[13].
- Грунтовые формикарии, в которых в качестве наполнителя служит грунт, например песок или обычная почва. В таких формикариях ходы прорываются самими муравьями, что приближает условия содержания к природным. Однако наблюдение за муравьями в таких формикариях часто становится затруднительным, так как муравьи могут прорывать ходы подальше от стекла, закрывать стекло грунтом[14]. Основным недостатком грунтовых формикариев является постоянный риск обвала наполнителя, любая вибрация может стать причиной гибели муравьиной семьи. Также возникают проблемы с увлажнением конструкции: грунт расплывается и муравьи рискуют утонуть. Грунтовые формикарии являются одними из самых опасных и неэффективных для домашнего содержания муравьёв[источник не указан 809 дней].
- Стеклянные формикарии. В таких формикариях стенки ходов и камер сделаны из стекла. Чаще всего такой формикарий представляет собой комплекс ёмкостей с наполнителем или без, соединённых между собой. Самый простой вариант — это комплекс из множества пробирок, соединённых трубками[15].
- Акриловые формикарии. В акриловых формикариях стенки ходов и камеры выполнены из акрила (часто монолитного куска)[16].
- Гелевые формикарии. Гелевые формикарии напоминают грунтовые, однако заполнены не грунтом, а специальным гелем, в котором муравьи могут прогрызать ходы. При этом сам гель служит муравьям и пищей и убежищем. В отличие от предыдущих типов формикариев, продолжительное существование семьи муравьёв в гелевых невозможно, так как муравьи не могут полноценно питаться одним гелем, а дополнительный корм в гелевом формикарии будет портиться. По опыту владельцев подобных конструкций: «муравьи живут в геле всего несколько месяцев, а затем погибают»[17].
- Резиновые и прочие формикарии — формикарии, сделанные из различных полимерных веществ. В ряде случаев эти вещества могут оказаться токсичными и приводить к гибели целых семей муравьёв.
- Комбинированные формикарии — формикарии, сочетающие в себе различные конструкционные особенности.

Арена может находиться в одной ёмкости с искусственным гнездом, а может находиться отдельно.

## Преимущества и недостатки

### Преимущества
- Долговечность. Муравьиная матка, в зависимости от вида, может жить до 20 лет, постоянно давая потомство[18].
- Компактность. Размеры формикария позволяют поместить его практически на любых горизонтальных поверхностях, таких как письменный стол, или маленькая тумба.
- Автономность. В отличие от других домашних животных, за муравьями почти не нужно ухаживать. Они сами выносят мусор на арену, а без пищи могут жить даже пару месяцев[19].
- Безопасность. Виды муравьёв, которые разводят в формикариях, практически полностью безопасны для человека[20].
- Экономичность. Содержание формикария и муравьёв обходится значительно дешевле, чем других домашних животных.

### Недостатки
- Размер муравьёв. Ввиду маленького размера, за муравьями сложнее наблюдать, чем за более крупными домашними животными.
- Неконтактность. Из-за высокой травмоопасности для муравьёв исключается прямой тактильный контакт с муравьями.
- Уязвимость. Формикарий нуждается в благоприятных условиях влажности, температуры и освещения[21].